# أشلي ميلر
أشلي ميلر (بالإنجليزية: Ashley Miller)‏ (8 سبتمبر 1994 دوفر المملكة المتحدة - ) هو لاعب كرة قدم بريطاني يلعب كمهاجم.

## روابط خارجية
- أشلي ميلر على موقع قاعدة بيانات كرة القدم.إي يو (الإنجليزية)
- أشلي ميلر على موقع Soccerbase.com (لاعب) (الإنجليزية)